# Ornaisons
Ornaisons település Franciaországban, Aude megyében. Lakosainak száma 1097 fő (2022. január 1.). Ornaisons Bizanet, Boutenac, Cruscades, Luc-sur-Orbieu és Névian községekkel határos.

## Népesség
A település népessége az elmúlt években az alábbi módon változott:
| Lakosok száma | 929  | 903  | 943  | 1157 | 1206 | 1200 | 1181 | 1127 | 1113 | 1097 |
|               | 1968 | 1982 | 1990 | 2006 | 2013 | 2015 | 2017 | 2019 | 2020 | 2022 |